# Przytarczyce

Regulacja gospodarki wapniowej u człowieka

Przytarczyce, gruczoły przytarczyczne (łac. glandulae parathyroideae, ang. parathyroid glands) – występujące u kręgowców czworonożnych małe gruczoły wewnątrzwydzielnicze, które uczestniczą w regulowaniu gospodarki wapniowo-fosforanowej organizmu.  

## Anatomia
Przytarczyce  u człowieka są położone w przedniej części szyi. Są kształtu płasko-owalnego, a barwy od żółtoczerwonej do brązowej. Ich rozmiary są niewielkie, każdy z gruczołów waży średnio 40 mg. Najczęściej są cztery gruczoły i układają się w dwie pary: dwa pod dolnymi i dwa pod górnymi biegunami gruczołu tarczowego, osadzone na jej tylnej powierzchni w masie otaczającej ją tkanki łącznej. Dokładne rozmieszczenie oraz liczba przytarczyc są zmienne. Mogą być zlokalizowane wewnątrz tarczycy, w grasicy, worku osierdziowym, śródpiersiu a nawet w jamie brzusznej. 12–15% zdrowych osób ma pięć gruczołów przytarczycznych. Unaczynienie przytarczyc pochodzi od tętnicy tarczowej dolnej.  
Małe rozmiary przytarczyc, różnice w ich liczbie oraz lokalizacji stanowią wyzwanie w leczeniu chirurgicznym. Pierwsza opisana w piśmiennictwie skuteczna operacja przytarczyc została wykonana w 1925 roku w Wiedniu przez Felixa Mandela.  

## Budowa histologiczna
Gruczoły przytarczyczne są zbudowane z komórek nabłonkowych i zrębowej tkanki tłuszczowej. Wyróżniane są dwa typy komórek nabłonkowych przytarczyc: główne (typ dominujący) oraz oksyfilne. Komórki główne mają jasną cytoplazmę, natomiast oksyfilne są większe i mają eozynofilną, ziarnistą cytoplazmę. Oba typy komórek zawierają parathormon (PTH). 

## Funkcja
Wydzielają parathormon (PTH) odpowiedzialny za regulację poziomu wapnia we krwi i płynie tkankowym. Jest on odpowiedzialny za zwiększanie poziomu wapnia we krwi przez uwalnianie wapnia z kości i resorpcję wapnia z kanalików nerkowych. Poza tym obniża ilość jonów fosforanowych we krwi. Niedobór powoduje tężyczkę objawiającą się nadpobudliwością mięśni i nerwów. Nadmiar natomiast powoduje zbyt dużą resorpcję wapnia z kości, co przyczynia się do tego, że są one słabe, łatwo ulegają urazom i może prowadzić do osteopenii i osteoporozy. Wydzielana przez tarczycę kalcytonina działa antagonistycznie w stosunku do parathormonu. Gdy stężenie wapnia wzrasta ponad normę, wytwarzana w tarczycy kalcytonina hamuje uwalnianie wapnia z kości.

## Zaburzenia czynności przytarczyc

### Nadczynność przytarczyc
- pierwotna nadczynność przytarczyc (hyperparathyroidismus primarius)
- wtórna nadczynność przytarczyc (hyperparathyroidismus secundarius)
- trzeciorzędowa nadczynność przytarczyc (hyperparathyroidismus tertiarius)

### Niedoczynność przytarczyc
Niedoczynność przytarczyc jest główną z możliwych przyczyną wystąpienia hipokalcemii.
- uwarunkowana brakiem parathormonu
  - pierwotna niedoczynność przytarczyc (hypoparathyroidismus primarius)
  - wtórna niedoczynność przytarczyc (hypoparathyroidismus secundarius)
- rzekoma niedoczynność przytarczyc (pseudohypoparathyroidismus) – przytarczyce produkują parathormon, nawet więcej niż w stanie zdrowia, jednak receptor dla parathormonu nie funkcjonuje prawidłowo. Spowodowane jest to defektem białka G.